# Гончак (собака)
Гончаки — численна група порід мисливських собак.
Мисливське призначення гончаків полягає в тому, щоб, відчувши слід чотириногої дичини, гнатися з гавкотом по цьому сліду і переслідувати дичину або до повної її знемоги, або до нагону її на мисливця. Гончаки різних порід подібні за зовнішнім виглядом і манерою роботи. Це найчисленніша група сучасних мисливських собак.
Особливий розвиток полювання з гончими отримало в Європі в середні віки, особливо у Франції, саме там виведено безліч порід гончаків, багато з яких вже втрачені. В Англії культивувалися парфорсне полювання і були виведені породи англійських гончаків для різних видів полювання (хар'єри й біглі для полювання на зайця, фоксгаунди — на лисиць, стегхаунди на оленів, отергаунди для полювання на видру, породи кров'яних гончаків, що йдуть по кривавому сліду пораненого звіра (наприклад, бас-ет-гаунд) тощо). Така різноманітність спеціалізованих гончаків виникло завдяки кельтським гончакам, що з'явилися в Європі в VII—V столітті до нашої ери. Кельтські гончаки мали одноколірне пісочне або коричневе забарвлення, володіли яскравим інстинктом переслідування звіра по сліду і видатною здатністю до орієнтації в заростях і поверненню до місця напуску на звіра, а також вибірковістю роботи по різному звіру.